# Mặn hơn muối
Mặn hơn muối là một bộ phim truyền hình được thực hiện bởi M&T Pictures cùng TKL do Nhâm Minh Hiền làm đạo diễn. Phim phát sóng vào lúc 20h00 từ thứ 2 đến thứ 5 hàng tuần bắt đầu từ ngày 28 tháng 10 năm 2015 và kết thúc vào ngày 31 tháng 12 năm 2015 trên kênh HTV7.

## Nội dung
Mặn hơn muối xoay quanh Thủy (Ngọc Lan) – một cô gái hiền lành, sống cuộc sống bình dị tại một ngôi làng ven biển làm nghề muối. Sóng gió bất ngờ ập đến khi cha cô đột ngột bị tai nạn qua đời. Đau đớn hơn khi người gây ra cái chết đó lại là Nghĩa (Hồ Giang Bảo Sơn), người yêu của Thủy. Thủy phải chịu đựng quá nhiều những nỗi đau và mất mát đều dồn dập đến cùng lúc, nhưng rồi cô dần vượt qua bằng sự cảm thông, chia sẻ của Quân (Công Danh). Đúng lúc tình cảm giữa họ chớm nở thì Cúc (Minh Thảo) quay về. Cúc dùng mọi cách để níu kéo Quân và cấu kết với Khoa (Quang Tuấn) phá hoại nghề muối của bà con diêm dân...

## Diễn viên
- Ngọc Lan trong vai Thủy[4]
- Quốc Huy trong vai Thiện
- Quang Tuấn trong vai Khoa
- Hồ Giang Bảo Sơn trong vai Nghĩa
- Mỹ Dung trong vai Bà Loan
- Thành Lũy trong vai Ông Nhật
- Bella Mai trong vai Nguyệt
- Công Danh trong vai Quân
- Minh Thảo trong vai Cúc
- Khánh Hiền trong vai Trúc
- Thủy Phạm trong vai Phương
- Khanh Thạnh trong vai Ông Thắng
- Thủ Tín trong vai Ông Khiêm
- Thiên Ngọc trong vai Bà Nhàn
- Trịnh Tài trong vai Thịnh

Cùng một số diễn viên khác....

## Nhạc phim
- Đời muối mặn

Sáng tác: Minh Đăng
Thể hiện: Diệu Hiền
- Vị mặn quê hương

Sáng tác: Phương Đăng
Thể hiện: Trang Anh Thơ

## Sản xuất
Bộ phim được đạo diễn Nhâm Minh Hiền ấp ủ trong 10 năm kể từ khi anh xem bộ phim tài liệu "Mặn hơn muối" và dự định sẽ sản xuất bộ phim dài tập nói về cuộc sống của những người diêm dân. Thời gian bấm máy bộ phim ở thời điểm nắng gắt nên mọi người trong đoàn gần như kiệt sức trên trường quay. Gần hai tháng ở trường quay, họ đã dần quen với cái nắng cháy da, cái gió thổi rát mặt - những trải nghiệm lam lũ mà diêm dân đã trải qua.

## Giải thưởng
| Năm  | Giải thưởng         | Hạng mục                                      | (Người) đề cử | Kết quả   | Tham khảo    |
| ---- | ------------------- | --------------------------------------------- | ------------- | --------- | ------------ |
| 2016 | Giải Cánh diều 2015 | Phim truyện truyền hình                       | —             | Bằng khen | [ 6 ]        |
| 2016 | Giải Mai Vàng       | Phim truyền hình                              | —             | Đề cử     | [ 7 ] [ 8 ]  |
| 2016 | Giải Mai Vàng       | Nữ diễn viên truyền hình                      | Ngọc Lan      | Đề cử     | [ 7 ] [ 8 ]  |
| 2016 | HTV Awards          | Nữ diễn viên truyền hình được yêu thích nhất  | Ngọc Lan      | Đề cử     | [ 9 ] [ 10 ] |
| 2016 | HTV Awards          | Nam diễn viên truyền hình được yêu thích nhất | Quang Tuấn    | Đề cử     | [ 9 ] [ 10 ] |